# The Magic City (Sun Ra)
The Magic City è un album discografico del musicista jazz statunitense Sun Ra e della sua Solar Arkestra. Registrato nel corso di due sessioni in studio nel 1965, il disco venne pubblicato dall'etichetta discografica di proprietà di Sun Ra, la El Saturn Records, nel 1966. L'album è poi stato ristampato dalla Impulse! nel 1973, e in formato compact disc dalla Evidence Records nel 1993.

## Il disco
L'album è significativo nella sterminata discografia dell'artista principalmente in virtù della title track, nella quale "la gamma espressiva dell'Arkestra appare senza precedenti nella storia del jazz". Alcuni critici attribuiscono a questa traccia la nascita del sottogenere musicale detto "space jazz".

### Birmingham, Alabama
La "città magica" del titolo (The Magic City) è la città natale di Sun Ra, Birmingham, in Alabama, dove una larga insegna in metallo posta davanti alla stazione ferroviaria e risalente al 1926, reca la scritta "Birmingham, The Magic City". Il disegno sulla copertina dell'album è opera dello stesso Sun Ra, riferendosi direttamente al cartello stradale sopracitato. Ra crebbe nei pressi dell'ufficio postale vicino alla stazione, dove, "da bambino, Sonny poteva guardare fuori della finestra e vedere la grande insegna che dava il benvenuto ai visitatori nella Magic City". Nella sua biografia di Sun Ra, lo scrittore John F. Szwed spiega:

## Tracce

### LP vinile 12"
- Tutti i brani sono opera di Sun Ra

Lato A
1. The Magic City – 27:22

Lato B
1. The Shadow World – 10:55
2. Abstract Eye – 2:51
3. Abstract 'I' – 4:08

## Formazione
- Sun Ra – pianoforte, clavioline
- Pat Patrick – sax baritono, flauto, timpani
- John Gilmore – sax tenore
- Marshall Allen – sax alto, flauto, oboe, ottavino
- Danny Davis – sax alto, flauto
- Harry Spencer – sax alto
- Robert Cummings – clarinetto basso
- Walter Miller – tromba
- Chris Capers – tromba
- Ali Hassan – trombone
- Teddy Nance – trombone
- Bernard Pettaway – trombone
- Roger Blank – percussioni
- Ronnie Boykins – contrabbasso
- Jimhmi Johnson – percussioni